# Betriebsrisikolehre
Die Betriebsrisikolehre ist ein von der arbeitsgerichtlichen Rechtsprechung entwickeltes Rechtsinstitut, das unangemessene Ergebnisse bei der Anwendung des arbeitsvertraglichen Leistungsstörungsrechts vermeiden soll.
Im Schuldrecht gilt der Grundsatz keine Leistung ohne Gegenleistung. Im Arbeitsrecht verlöre demnach der Arbeitnehmer seinen Vergütungsanspruch, wenn er infolge einer Betriebsstörung seine Arbeitsleistung nicht erbringen könnte (Ohne Arbeit kein Lohn). Die Betriebsrisikolehre macht von diesem Grundsatz eine Ausnahme und stellt im Arbeitsrecht ausgehend von der vom Reichsgericht entwickelten sog. Sphärentheorie darauf ab, wessen beherrschbarem oder jedenfalls zu verantwortendem Einflussbereich (Risikosphäre) die Ursache für den Arbeitsausfall zuzurechnen ist. Hiernach trägt regelmäßig der Arbeitgeber das Betriebsrisiko, so dass der Arbeitnehmer auch bei Arbeitsunterbrechung seinen Anspruch auf Vergütung behält.
Die Betriebsrisikolehre war ursprünglich eine (zulässige) richterliche Rechtsfortbildung. Mittlerweile hat der Gesetzgeber die Betriebsrisikolehre in § 615 Satz 3 BGB verankert, weiterhin jedoch ohne die Einzelheiten ihrer Anwendung ausdrücklich gesetzlich zu regeln.

## Risikoverteilung
Im Arbeitsrecht wird als Betriebsrisiko speziell das Risiko bezeichnet, dass der Betrieb ohne Verschulden des Arbeitgebers oder der Arbeitnehmer zum Erliegen kommt (zum Beispiel wegen Ausbleibens von Zulieferungen oder Energie). Mit anderen Worten geht es um die Frage, ob und unter welchen Voraussetzungen der Arbeitgeber das Entgelt auch dann zu bezahlen hat, wenn der Arbeitnehmer die geschuldete Arbeitsleistung nicht erbringen kann, ohne dass dies von einer der beiden Seiten zu vertreten ist.
Dieses Risiko hat nach der Betriebsrisikolehre grundsätzlich der Arbeitgeber zu tragen, so dass in der Regel entgegen § 326 BGB der Vergütungsanspruch des Arbeitnehmers nicht erlischt.
Die Betriebsrisikolehre war zunächst gesetzlich nicht geregelt.
Seit dem vom Reichsgericht entschiedenen Kieler Straßenbahnfall gilt die sog. Sphärentheorie, wonach unter bewusster Außerachtlassung der Regeln des BGB die Last der Lohnzahlung bzw. des Lohnausfalls derjenige tragen muss, in dessen Sphäre der Grund für die Verhinderung der Arbeitsleistung liegt.
Das Betriebsrisiko hat grundsätzlich der Arbeitgeber zu tragen, im Falle des Arbeitskampfes allerdings die Arbeitnehmer. Gewerkschaftsmitglieder können für ihren Verdienstausfall eine gewisse Kompensation aus der Streikkasse erhalten (meist 2/3 des Bruttogehalts). Bei Arbeitskämpfen mit Fernwirkung besteht für mittelbar betroffene Arbeitnehmer unter bestimmten Voraussetzungen ein Anspruch auf Kurzarbeitergeld (§ 100 SGB III).
Die Betriebsrisikolehre ist seit dem 1. Januar 2002 in § 615 Satz 3 BGB gesetzlich verankert. Dort heißt es, dass der Arbeitnehmer die vereinbarte Vergütung für die infolge der Verzugs nicht geleisteten Dienste vom Arbeitgeber verlangen kann, ohne zur Nachleistung verpflichtet zu sein, wenn der Arbeitgeber das Risiko des Arbeitsausfalls trägt. Der Arbeitgeber hat hiernach das Entgelt weiterzuzahlen bei allen betriebsinternen Störungen, die auf ein Versagen der sachlichen oder persönlichen Mittel des Betriebes zurückzuführen sind, aber auch bei von außen auf die Betriebsmittel einwirkenden Umstände, die sich für den Arbeitgeber als Fälle höherer Gewalt darstellen, sowie bei Einstellung des Betriebes im Anschluss an eine behördliche Anordnung.

## Begründung der Betriebsrisikolehre
Zur Legitimation der Gefahrverlagerung auf den Arbeitgeber verweist der Gesetzgeber auf den Gedanken der sozialen Arbeits- und Betriebsgemeinschaft von Unternehmer und Belegschaft. Dieser Gedanke rechtfertigt etwa auch die Einschränkung der Arbeitnehmerhaftung bei dienstlichen bzw. betrieblichen Tätigkeiten (früher: gefahrgeneigte Arbeit).
Das Bundesarbeitsgericht (BAG) stellt stattdessen das Beherrschbarkeitskriterium in den Vordergrund; hiernach hat der Arbeitgeber die Organisations- und Leitungsgewalt über den Betrieb und zieht die Erträge aus dem betrieblichen Geschehen.
Hinzu kommt, dass der Arbeitgeber die Kosten besser als der einzelne Arbeitnehmer absorbieren kann, indem er sie in sein betriebswirtschaftliches Rechenwerk einkalkulieren, auf seine Arbeitnehmer streuen sowie ggf. versichern kann.

## Abgrenzung
Das Betriebsrisiko ist vom Wirtschaftsrisiko abzugrenzen. In den Fällen des Wirtschaftsrisikos ist die Arbeitsleistung betriebstechnisch weiterhin möglich, die Fortsetzung des Betriebs wegen eines Auftrags- oder Absatzmangels aber wirtschaftlich sinnlos.
Vom Betriebsrisiko ist weiterhin das Wegerisiko zu unterscheiden. Der Arbeitnehmer trägt das Risiko, dass er aus von ihm nicht zu vertretenden Gründen nicht in der Lage ist, den Ort zu erreichen, an dem er die geschuldete Arbeitsleistung zu erbringen hat. Gelangt der Arbeitnehmer etwa wegen Eisglätte oder Überschwemmungen nicht zur Arbeitsstätte, ist die Betriebsrisikolehre nicht anwendbar. Folglich ist der Arbeitgeber von seiner Pflicht zur Entlohnung der Arbeitsleistung befreit, da der Arbeitnehmer das Risiko des Arbeitsausfalls trägt.
Nicht unter § 615 Satz 3 BGB zu fassen sind die Fälle, in denen der Arbeitgeber die zur Unmöglichkeit der Arbeitsleistung führende Störung zu vertreten hat. Dies ist etwa dann anzunehmen, wenn die Arbeitsstätte durch einen Brand zerstört wird, und der Arbeitgeber sich schuldhaftes Fehlverhalten des Aufsichtspersonals über § 278 BGB zurechnen lassen muss.
Die Rechtsprechung vertritt seit jeher die Ansicht, dass die Grundsätze über die Betriebsrisikotragung durch den Arbeitgeber dann nicht anwendbar sind, wenn die Entgeltzahlung die Existenz des Betriebs gefährden würde.
Das BAG hat diesen Vorbehalt allerdings noch niemals durchgreifen lassen und ihn zudem auf die Fälle beschränkt, in denen nicht nur der einzelne Betrieb, sondern das gesamte Unternehmen gefährdet ist. Dementsprechend hat es die völlige Zerstörung einer einzelnen Produktionsstätte nicht ausreichen lassen, um das Betriebsrisiko ganz oder auch nur teilweise auf die Arbeitnehmer abzuwälzen.

## Einzelfälle
Anerkannte Fälle des Betriebsrisikos:
- technische Störungen, die zur Unmöglichkeit der Arbeitsleistung führen (zum Beispiel Versagen oder Überholen von Maschinen)
- Produktionsstopp infolge Rohstoffmangels
- Ausfall der Energieversorgung
- Geschehnisse, die von außen einwirken und sich für den Arbeitgeber als Fall höherer Gewalt darstellen (Brände, Naturkatastrophen etc.)
- Öffentliche Vorschriften führen zu einem Betriebsstillstand (zum Beispiel Unmöglichkeit der Arbeitsleistung infolge einer vorgeschriebenen Inventur)[16]
- Betriebsverbot wegen Smogalarms[17]
- Staatstrauer[18]

Fälle, welche kein Betriebsrisiko darstellen, sind allgemeine Gefahrenlagen wie Krieg, Unruhen oder Terroranschläge. Das Bundesarbeitsgericht (BAG) verneinte auch den Lohnanspruch bei Schließung einer Verkaufsstelle des Fachhandels durch behördliche Anordnung infolge der COVID-19-Pandemie.